# Шпринтове вітрило

Шпринтове вітрило

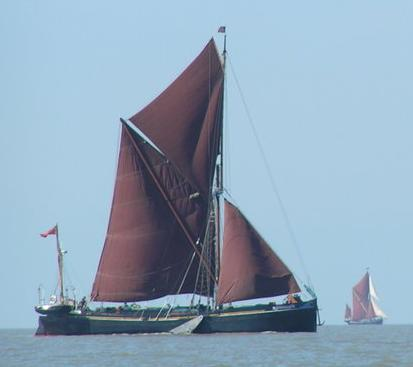
Темзинські вітрильні баржі. У баржі спереду підняті шпринтовий грот, трикутні топсель і стаксель. У баржі на задньому плані підняті грот, топсель, фор-стаксель, фор-стень-стаксель і бізань

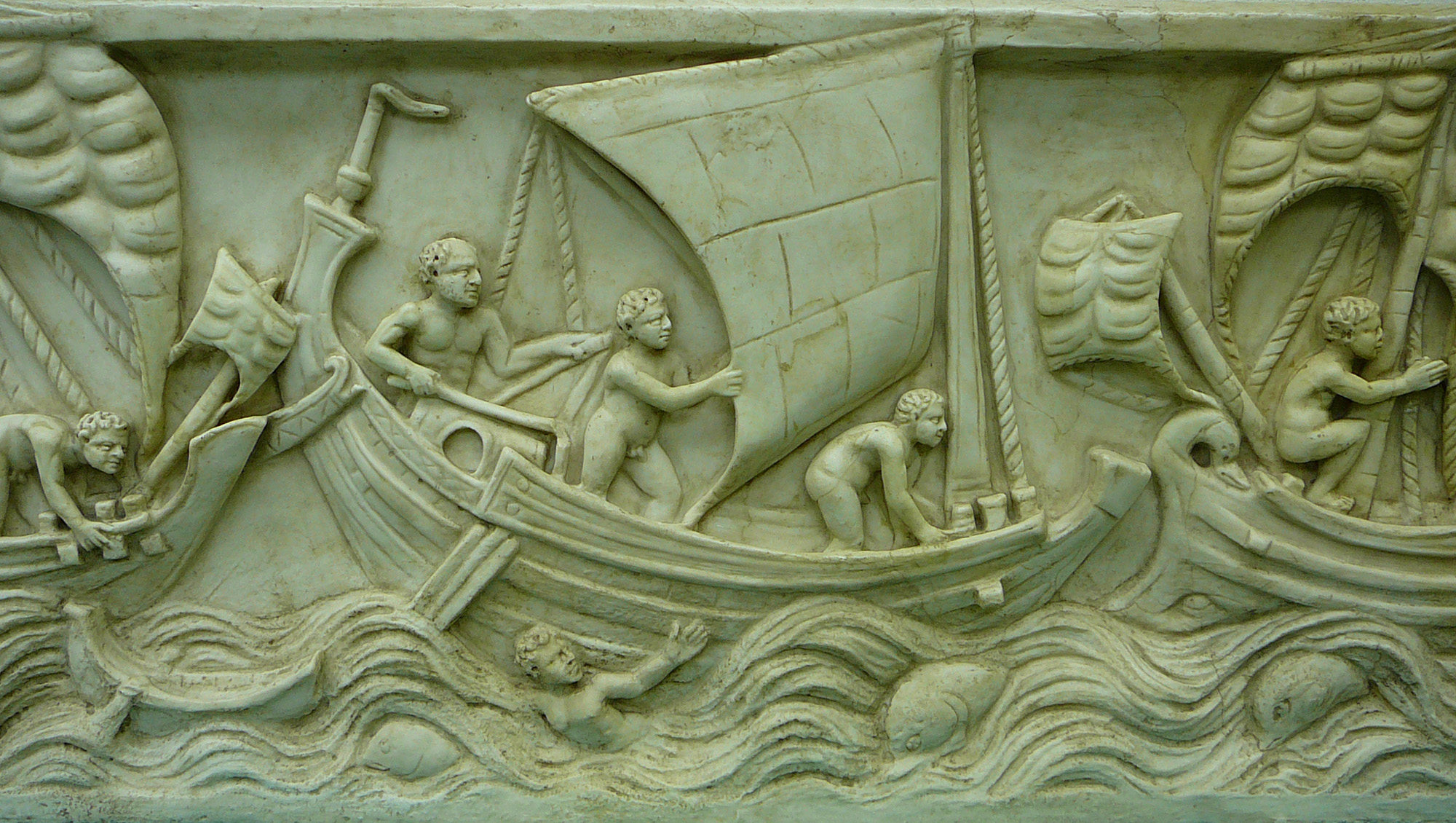
Давньоримський барельєф III ст. н. е. Музей стародавнього судноплавства, Майнц.

Шпринтове вітрило — чотирикутне косе вітрило, яке розтягується по діагоналі рейком. Має схожість з гафельним, але відрізняється відсутністю гафеля (а іноді і гіка). Цей тип вітрильного озброєння застосовується, зокрема, на яхтах класу «Оптиміст».
Уперше такі вітрила з'явилися в II столітті до н. е. на невеликих суднах в Егейському морі. Зображення корабля з шпринтовим вітрилом присутнє на давньоримському барельєфі, датованому III століттям нашої ери. З історичного погляду, шпринтові вітрила були першими косими вітрилами в Європі. Можливо, зі шпринтового в XVI столітті в Голландії розвинулося гафельне вітрило.

## Опис
Шпринтове вітрило має форму неправильної трапеції. Передній верхній кут називається верхнім галсовим, задній верхній — нок-бензельним, передній нижній — галсовим, задній нижній — шкотовим. Гафель відсутній, його замінює діагональний рейок — шпринт чи шпринтов (від нід. spriet, нім. Spriet — «піка», «рожен»). Передній кінець (п'ятка) шпринта кріпиться до щогли, задній (нок) — до нок-бензельного кута вітрила. Для керування шпринтом служить пара еринс-бакштагів, прикріплених до його нока. Нижня шкаторина може розтягуватися по гіку, але іноді гік не використовується, тому натяг нижньої шкаторини забезпечується лише галсом і шкотом. Над шпринтовим вітрилом може підійматися топсель.

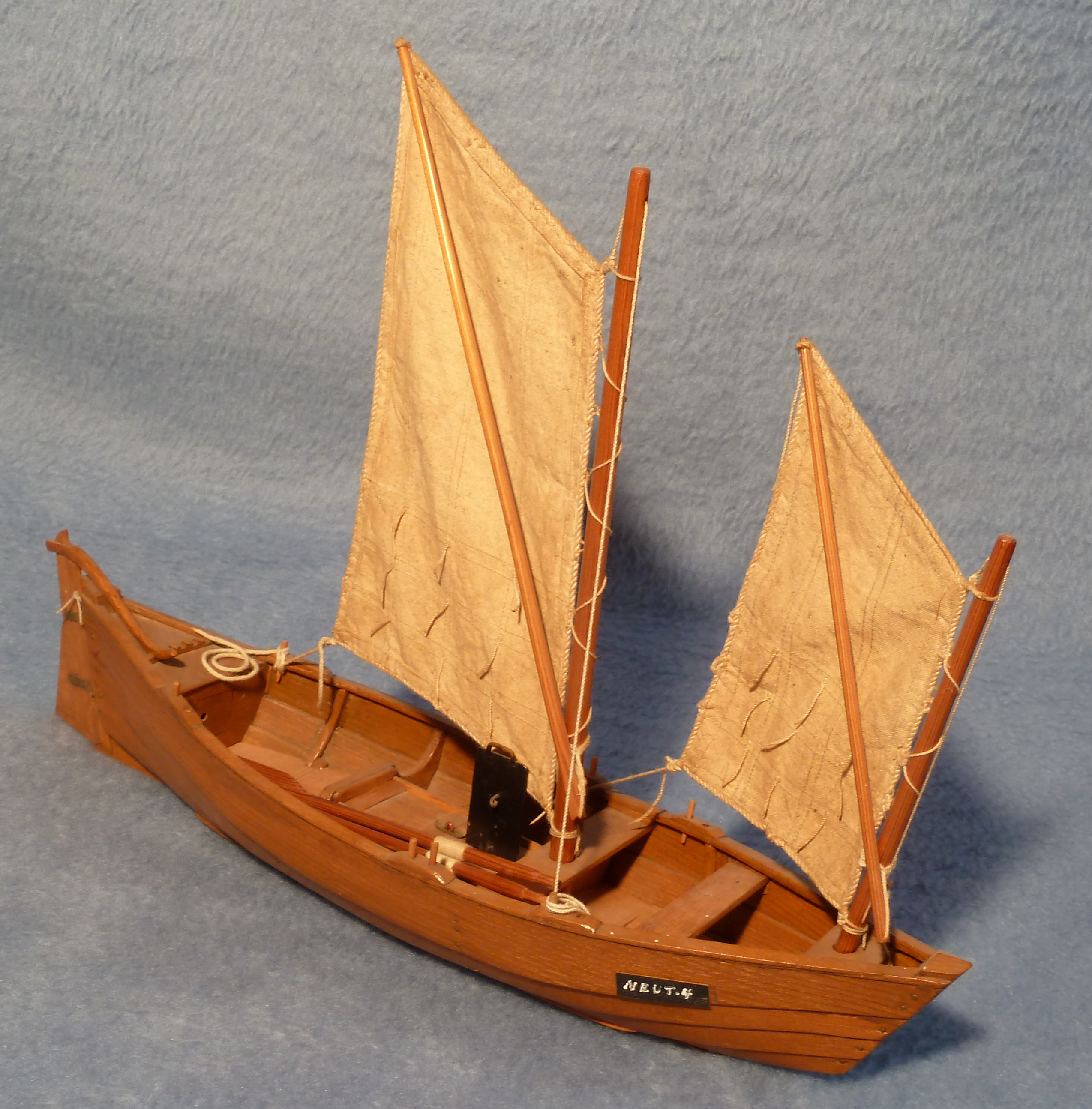
Модель човна з шпринтовими вітрилами

Одне з найвідоміших застосувань шпринтового вітрила — вітрильні баржі Темзи. Шпринт утримується топенантами, проведеними через топи щогл, і відхиляється приблизно на 30° від вертикалі, видаючись на правий борт від щогли. П'ятка шпринта з'єднується зі щоглою спеціальним вертлюгом (так званим muzzle — «мордою»), що уможливлює його рух у горизонтальній площині (майже до вант); завдяки цьому судно може ходити в галфвінд і фордевінд. До нока кріпиться пара еринс-бакштагів.
На торговельному судні такий тип озброєння (без гіка) має ту перевагу, що дозволяє високо навантажувати палубу і залишає вільним простір над вантажними люками. Вітрило за потреби легко прибирається до щогли гітовами. Головною ж перевагою є безпека на відкритих водах. Баржі мають погану остійність і у випадку перенавантаження отримують надмірний крен, внаслідок чого потребують витягання до вітру. Шкот має бути витравлений, а нок гіка занурювався би у воду, роблячи стерно безкорисним і приводячи до оверкіля. У безгікових же суден шкот травиться легко, що дозволяє швидко виправити становище. Окрім того, відсутність гіка поліпшує маневреність: судно може легко проходити через вузькі проміжки між пришвартованими іншими суднами. Вітрило з вільною нижньою шкаториною схильне до скручування, що погіршує його аеродинамічну ефективність у фордевінді, але для торговельних суден цей недолік не грає особливої ролі. За допомогою еринс-бакштагів можна керувати верхньою шкаториною, уловлюючи потік вітру над вітровою тінню сусідніх суден.

## Трикутне шпринтове вітрило
Шпринт може використовуватися і з трикутним вітрилом, в англійській мові таке вітрило має назву «бараняча нога» (leg of mutton spritsail). Передня шкаторина такого вітрила шнурується до щогли, а шпринт-гік кріпиться ноком до шкотового кута. П'ятка шпринта притягується до щогли особливою снастю (англ. snotter).

## Інше
В англійській мові spritsail означає як «шпринтове вітрило», так і «блінд» — пряме вітрило, що до кінця XVIII століття встановлювалося під бушпритом.

## Галерея

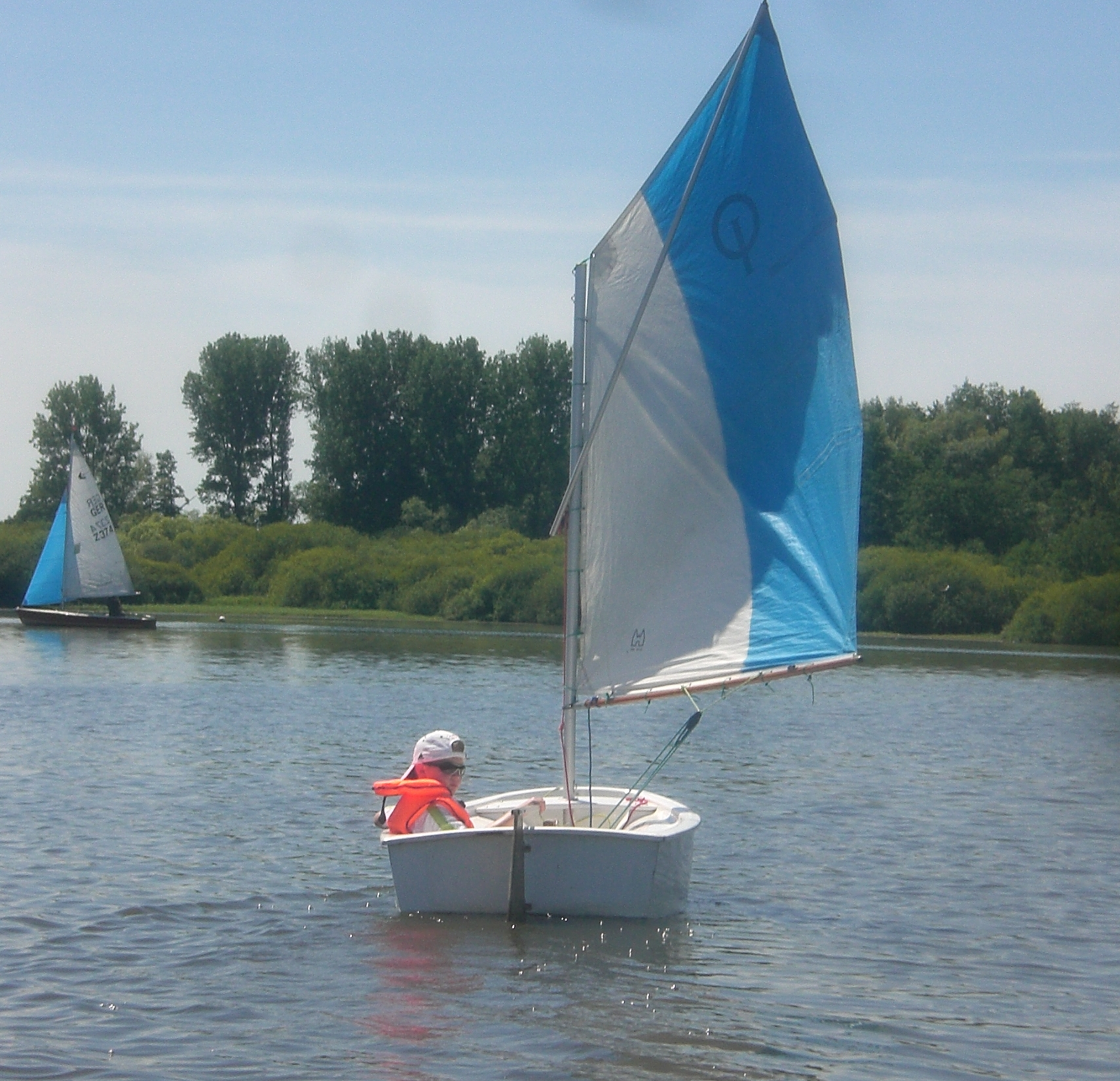
Дингі «Оптиміст»
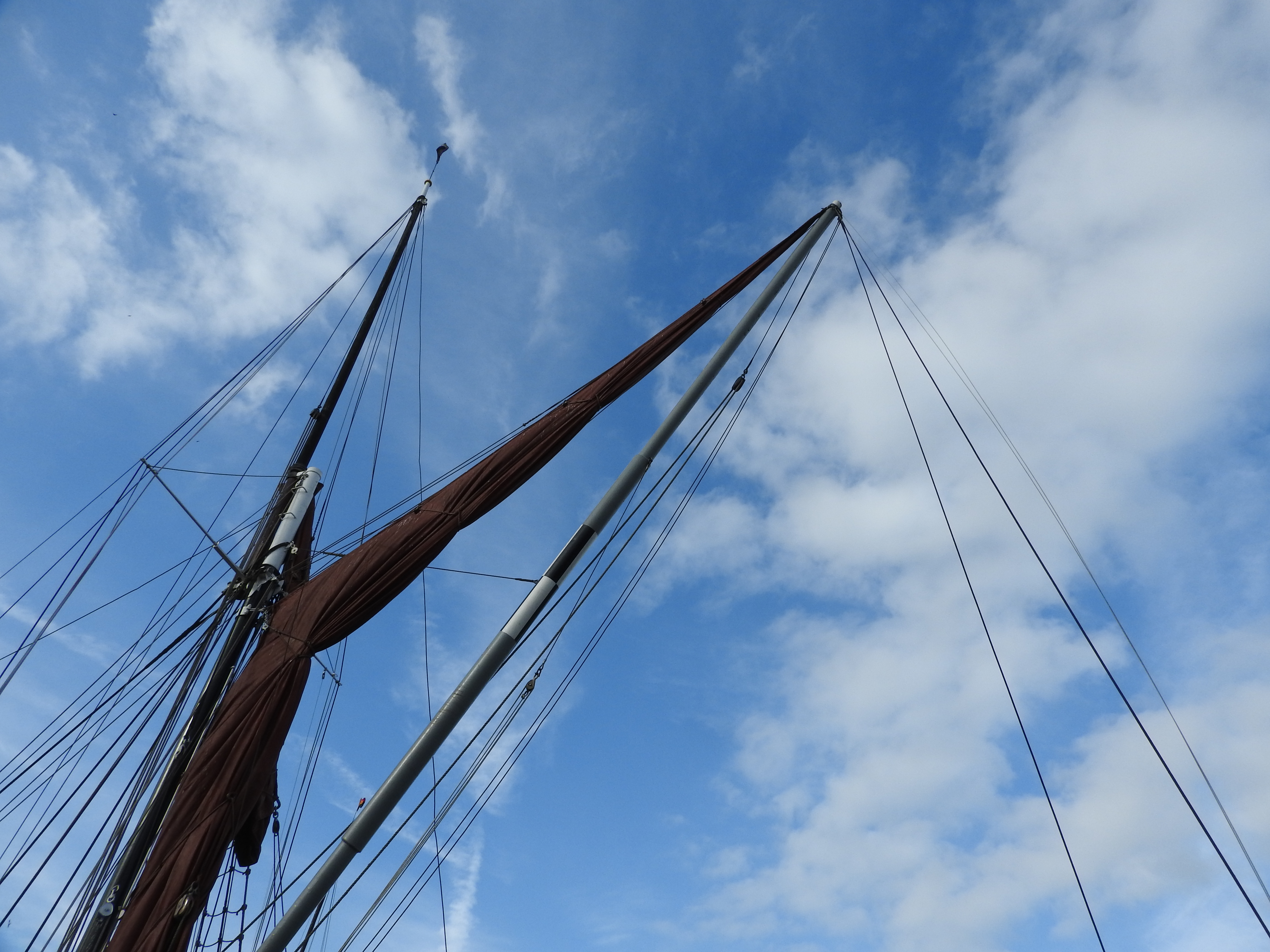
Шпринт прибраного вітрила з еринс-бакштагами
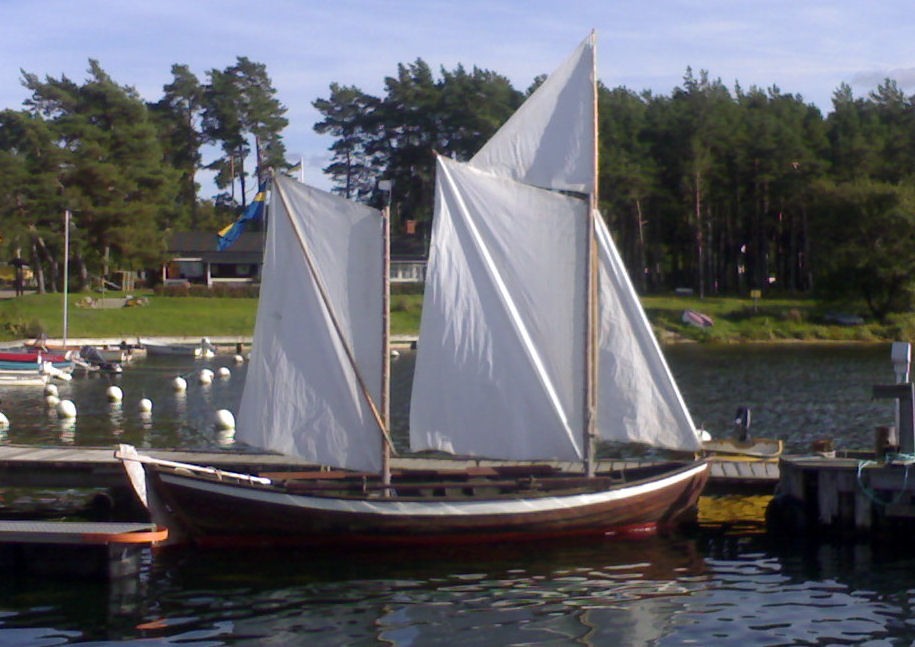
Готландський човен з двома шпринтовими вітрилами, топселем і стакселем
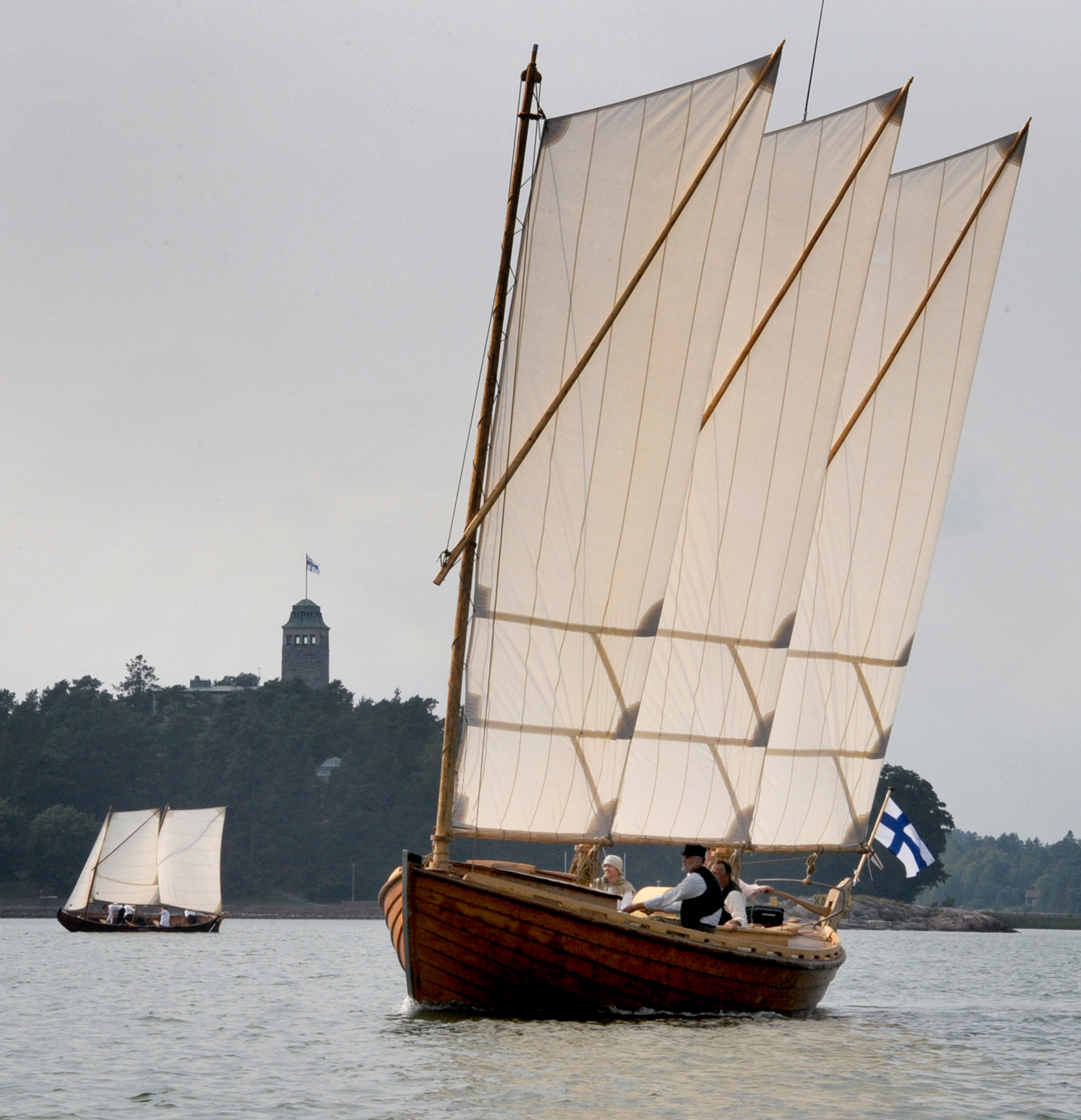
Фінський рибальський човен з трьома шпринтовими вітрилами
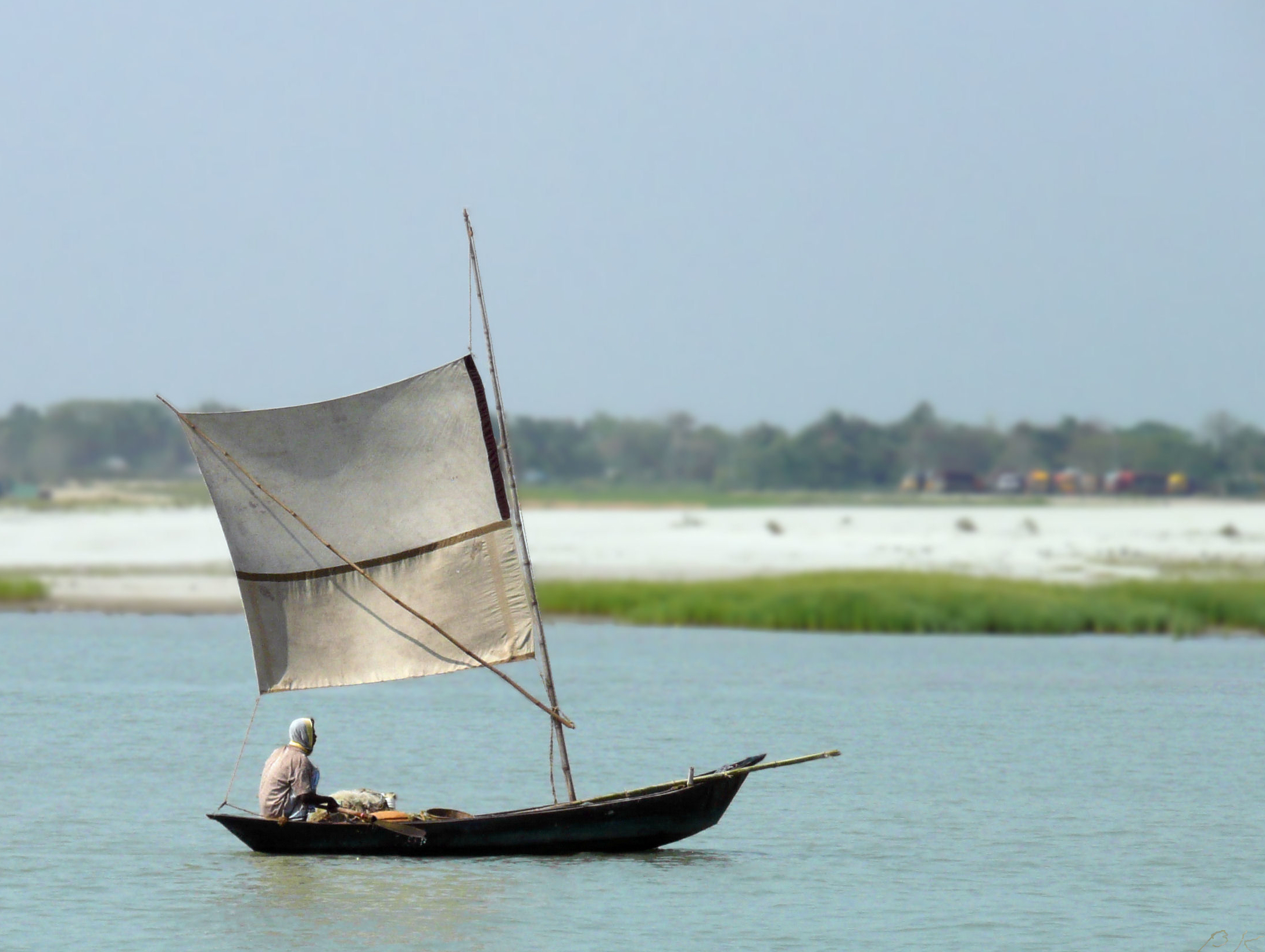
Човен зі шпринтовим вітрилом у Бангладеші